# Alkanna methanaea
Alkanna methanaea là loài thực vật có hoa trong họ Mồ hôi. Loài này được Hausskn. mô tả khoa học đầu tiên năm 1886.